# Stéphane Denève
Stéphane Denève (Tourcoing, 24 novembre 1971) è un direttore d'orchestra francese  diplomato al Conservatorio di Parigi. Ha lavorato come assistente di Sir Georg Solti con l'Orchestre de Paris, Georges Prêtre all'Opéra National de Paris, e Seiji Ozawa al Saito Kinen Festival Matsumoto nel 1998.

## Biografia
Denève ha ottenuto la sua prima direzione principale alla Royal Scottish National Orchestra (RSNO) nel settembre 2005.  Nella prima stagione, ha diretto la RSNO ai concerti delle Proms 2006 a Londra.  Nell'aprile 2007 prolungò il contratto fino al 2011.  Nel marzo 2010 la RSNO annunciò un'ulteriore prolungamento del contratto per un altro anno e la conclusione della sua direzione alla fine della stagione 2011-2012.  Denève e la RSNO hanno realizzato diverse incisioni discografiche per la Naxos e Chandos, con opere di Albert Roussel e Guillaume Connesson.
Nell'ottobre 2009, Denève era stato primo direttore ospite alla Stuttgart Radio Symphony Orchestra (RSO Stuttgart) come sostituto di Michel Plasson.  A seguito di questo incarico, nel marzo 2010, la RSO Stuttgart annunciò di aver dato l'incarico a Denève come sesto direttore principale dell'orchestra, a partire dalla stagione 2011-2012 season.  Il suo contratto iniziale fu di 3 anni fino alla stagione 2013-2014.  In June 2013, the RSO Stuttgart announced the extension of his contract through the 2015-2016 season.  Nel novembre 2013, Denève venne nominato primo direttore della Brussels Philharmonic.  Nel giugno 2014 la Brussels Philharmonic annunciò che Denève sarebbe stato il direttore principale dell'orchestra dalla stagione 2015-2016.
Denève debuttò negli Stati Uniti alla Santa Fe Opera nel 1999 con Dialoghi delle Carmelitane di Poulenc  Fu direttore ospite della Philadelphia Orchestra nel 2007 e nell'aprile 2014 la Philadelphia Orchestra lo nominò suo direttore principale a far data dalla stagione 2014-2015.
Nel luglio 2007 Denève sposò Åsa Masters in California.  La coppia ha avuto una bambina, Alma, nata nel 2008.